# Všeruby (district de Domažlice)
Pour les articles homonymes, voir Všeruby.
Všeruby (en allemand : Neumark) est un bourg (městys) du district de Domažlice, dans la région de Plzeň, en Tchéquie. Sa population s'élevait à 779 habitants en 2017.

## Géographie
Všeruby se trouve à la frontière avec l'Allemagne, à 12 km au sud-sud-est de Domažlice, à 53 km au sud-ouest de Plzeň et à 133 km au sud-ouest de Prague.
La commune est limitée par Tlumačov et Mrákov au nord, par Kdyně, Nová Ves au nord-est, par Chodská Lhota et Pocinovice à l'est, par Chudenín au sud, et par l'Allemagne et Česká Kubice à l'ouest.

## Histoire
La fondation du village remonte au XVe siècle.

## Administration
La commune se compose de onze quartiers :
- Brůdek
- Hájek u Všerub
- Hyršov
- Chalupy
- Maxov
- Myslív u Všerub
- Pláně na Šumavě
- Pomezí na Šumavě
- Sruby na Šumavě
- Studánky u Všerub
- Všeruby u Kdyně